# Poritia promula
Poritia promula är en fjärilsart som beskrevs av William Chapman Hewitson 1874. Poritia promula ingår i släktet Poritia och familjen juvelvingar. Inga underarter finns listade i Catalogue of Life.

## Bildgalleri

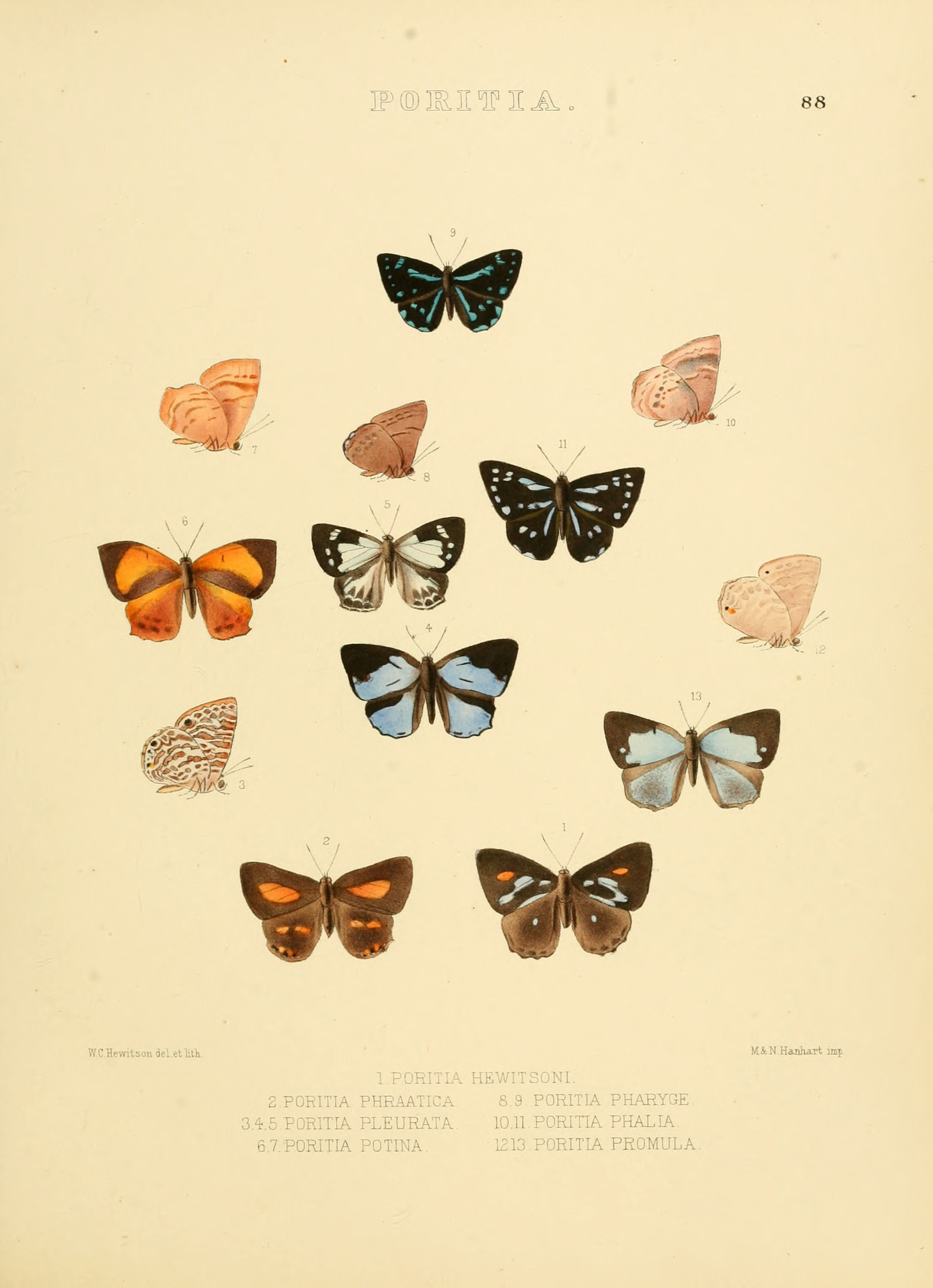
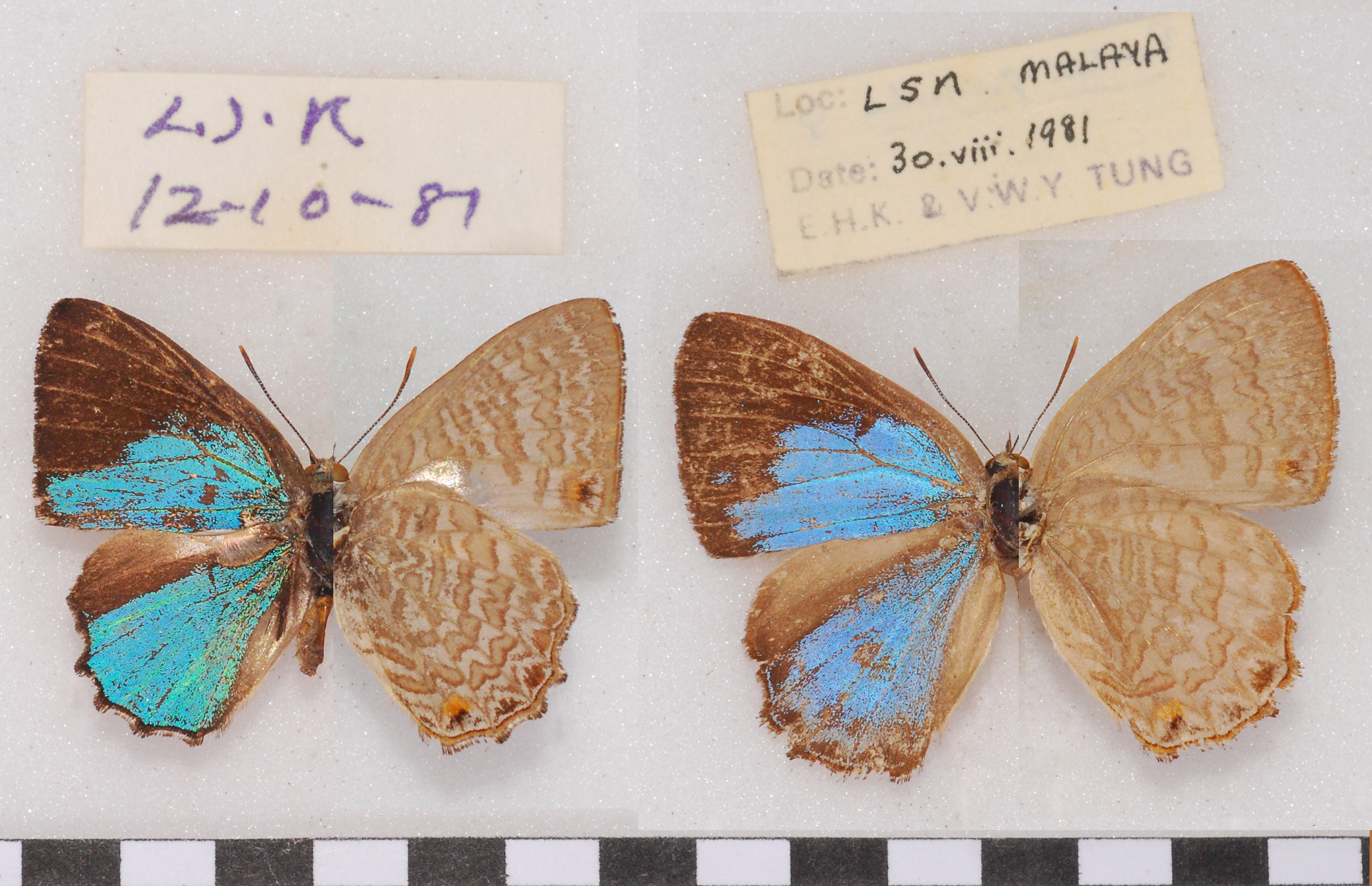